# 洛杉矶电影节

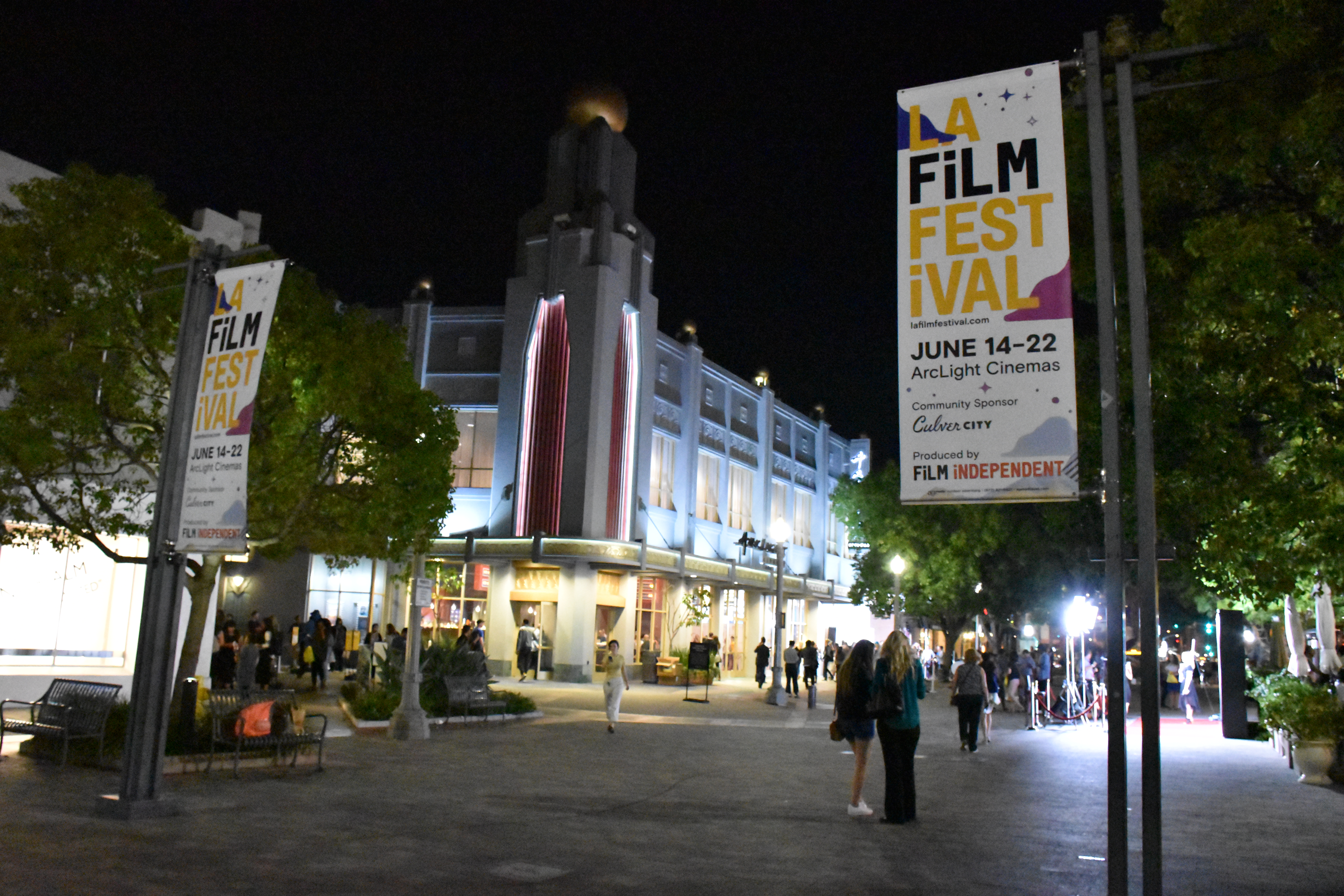

洛杉矶电影节（英語：LA Film Festival）是一年一度的电影节，于每年9月在美國加利福尼亚州洛杉矶举行。该电影节始于1995年的洛杉矶独立电影节（Los Angeles Independent Film Festival）。2001年開始由非营利性组织电影独立（Film Independent）运营。 2006 年，洛杉磯時報成为电影节的主要媒体赞助商。

## 外部鏈接
- 官方网站 (洛杉磯電影節)
- 官方网站 (电影独立)